# Carex pachyneura
Carex pachyneura là một loài thực vật có hoa trong họ Cói. Loài này được Kitag. mô tả khoa học đầu tiên năm 1940.